# 米纳
米纳（英語：Mina）是位于美国纽约州肖托夸县的一个镇，地处肖托夸县西部，也是整个纽约州的最西端。2010年美国人口普查时，该镇有1106人。米纳镇建于1824年，以其夏季度假地而闻名。